# Gustav Mahler (Stradivarius)
Le Stradivarius Gustav Mahler est un violon alto fabriqué en 1672 par le luthier de Crémone Antonio Stradivari. Il est le premier alto connu fabriqué par le maître italien.

## Description

### Authenticité
L'alto Gustav Mahler a été fabriqué par le luthier crémonais Antonio Stradivari en 1672.
L'étiquette du Stradivarius Gustav Mahler mentionne l'année de fabrication et le nom latinisé du luthier Antonio Stradivari. L'inscription comporte une erreur sur le prénom du luthier : un « n » et non un « u ».

« Antonins Stradiuarius Cremonensis / Faciebat Anno 1672. »

— Inscription sur l'étiquette du Stradivarius Gustav Mahler
Le Stradivarius Gustav Mahler est le premier alto connu fabriqué par Antonio Stradivari.

### Caractéristiques
Le fond du Gustav Mahler est composé de deux pièces de peuplier,. Il mesure 41,2 centimètres.
Les premier (niveau du cordier) et dernier (vers le manche) tiers de l'alto ont une largeur d'environ 25 et 19,6 centimètres. Dans sa partie la plus étroite, la zone du chevalet, le Gustav Mahler mesure 13,5 centimètres de large.
En ce qui concerne l'intérieur de la caisse, le Gustav Mahler a conservé sa barre d'harmonie originelle.
Une grande partie du vernis d'origine du Gustav Mahler est intact. Il donne une teinte brune et dorée à l'alto.

## Histoire
La première trace laissée par le Stradivarius est son appartenance à la collection du britannique Joseph Gilott.. À la vente de la collection en 1872, un autre collectionneur, M. Parera fait l'acquisition de l'alto.
Durant le siècle suivant, l'instrument appartient à plusieurs collectionneurs, experts ou luthiers, comme Henry Werro. Il apparaît également dans les archives de plusieurs spécialistes de l'époque, comme W. E. Hill & Sons.
Le 7 juillet 1960, le suisse Rolf Habisreutinger achète le Stradivarius. Il nomme l'alto en l'honneur du compositeur autrichien Gustav Mahler, né exactement 100 ans plus tôt. Par la suite, le Gustav Mahler est transféré à la Stradivari Stiftung Habisreutinger en 1990. La fondation prête l'instrument à des altistes, notamment Antoine Tamestit.

## Propriétaires
Les propriétaires attestés sont les suivants :
| Propriétaire                       | Depuis | Jusqu'en | En   |
| ---------------------------------- | ------ | -------- | ---- |
| Joseph Gillott                     |        | 1872     |      |
| M. Parera                          | 1872   | 1877     |      |
| John Hart                          | 1877   |          |      |
| Richard Bennett                    |        |          | 1885 |
| M. Young                           | 1893   |          |      |
| Mme Reid                           |        |          | 1930 |
| Henry Werro                        | 1940   | 1959     |      |
| Rolf Habisreutinger                | 1960   | 1990     |      |
| Stradivari Stiftung Habisreutinger | 1990   | Actuel   |      |